# Верхняя Восточная область
Ве́рхняя Восто́чная о́бласть (англ. Upper East Region) — одна из 16 областей Ганы, административно-территориальная единица первого уровня. Административный центр — Болгатанга.
Граничит с Верхней Западной областью на западе, Северо-Восточной областью на юге, государствами Буркина-Фасо на севере и Того на востоке.
После обретения независимости Ганы от Великобритании 6 марта 1957 года, регион Северные территории бывшей британской колонии Золотой Берег стал Северной областью. В 1959 году из Северной области была выделена Верхняя область. В том же году в состав Верхней и Северной области вошли северные районы бывшей колонии Британское Того. В 1984 году Верхняя область разделена на Верхнюю Восточную и Верхнюю Западную области.
В 1997 году в регионе была основана Женская организация Сиригу по гончарному делу и искусству (англ. Sirigu Women's Organisation for Pottery and Arts, SWOPA), которая была удостоена награды в области коммуникаций Генерального директората по международному сотрудничеству и развитию Европейской комиссии.